# Natalio Fernández Marcos
Natalio Fernández Marcos, S.J. (Villanueva de las Manzanas, León, 1 de noviembre de 1940-Alcalá de Henares, Comunidad de Madrid, 22 de mayo de 2024) fue un filólogo, investigador y jesuita español. Experto en los textos hebreo y griego de la Biblia, completó la primera traducción española de la Biblia griega, utilizada por los Padres de la Iglesia.

## Biografía
Nacido en la localidad leonesa de Villanueva de las Manzanas. Ingresó en el noviciado de la Compañía de Jesús en Salamanca (1957-1959). Comenzó su formación universitaria en la Universidad de Comillas, donde estudió Filosofía (1961-1962), continuándola en la localidad alemana de Pullach, distrito de Múnich (1962-1964). De regreso a España, realizó los estudios de Filología Clásica en la Universidad de Salamanca (1964-1967). En Madrid estudió Teología (1967-1968), y Filología Bíblica Trilingüe (1968-1970).
Comenzó su actividad docente como profesor de Filología (1970-1973) siendo también investigador y escritor (1973-1990). Estuvo vinculado al Consejo Superior de Investigaciones Científicas (CSIC) desde mediados de los años setenta hasta su jubilación (2010), permaneciendo vinculado a dicha institución como Doctor ad honorem (2011-2020). En el CSIC ocupó diversos puestos: profesor de investigación en dos periodos (1981-1987 y 1988-1993), director del Instituto de Filología (1990-1993), coordinador Científico-Técnico del área de Humanidades y Ciencias Sociales (1992-1996) y miembro del Comité Científico Asesor (1993-1996).
Al final de su vida, señalaba que lo que más le enorgullecía había sido «haber podido dirigir en el CSIC un excelente equipo de investigación, expertos en hebreo, arameo, griego, latín y copto. Nuestras publicaciones han tenido un fuerte impacto internacional y nos sentimos modestos herederos de los hebraístas, helenistas y latinistas españoles que en el siglo XVI publicaron las dos primeras biblias políglotas, la Complutense (1514-1517), bajo el patrocinio del Cardenal Cisneros, y la de Amberes (1568-1573), dirigida por Benito Arias Montano y patrocinada por Felipe II».
Fue miembro de la Academia Británica (2015-2022). En 2022 se retiró a Alcalá de Henares donde falleció el 22 de mayo de 2024.

## Publicaciones
- Introducción a las versiones griegas de la Biblia (1979), reeditado y traducido en diversas ocasiones, está considerado la mejor síntesis sobre las traducciones de la Biblia hebrea a la lengua común (koiné) de época helenística.
- Editó el texto antioqueno -que reivindicó como el más antiguo de la Versión de los Setenta− (1996), que posteriormente completó (2008-2015), siendo la primera traducción española de la Biblia griega, utilizada por los Padres de la Iglesia, con pasajes distintos e innumerables referencias y matices, respecto a la Biblia hebrea.[5]
- Nuevo Testamento (2020).
- Publicó diversos estudios sobre los biblistas españoles del siglo XVI, con especial atención a Benito Arias Montano.[5]